# 龙山石窟
龙山石窟，位于山西太原西南20公里的龙山山巅，为中国现存规模最大、保存最完整的道教石窟，为全国重点文物保护单位。
龙山石窟始凿于元朝初年，为道人宋德芳主建。宋德芳号披云子，山东莱州掖城人。金大定二十二年（1182年）生，为丘处机弟子。
该石窟共有八个洞窟，为虚皇龛、三清龛、卧如龛、玄真龛、三大法师龛、七真龛及另外两处道龛。石雕像中有包括三清老祖、王重阳等道教塑像，其风格朴实庄重简净含敛。
石窟内有道教石雕像66尊、浮雕云龙8条以及双凤藻井、仙鹤等诸多石雕。雕像风格朴实、凝练、庄重，衣饰简洁、褶皱分明，与佛教石窟雕像风格迥异。一九五七年公布为省级第一批重点文物保护单位。后被列为全国重点文物保护单位。
附近另有佛教内容的天龙山石窟。 天龙山石窟在太原市西南40公里天龙山腰。有东魏，北齐、隋、唐开凿的24个洞窟，东峰八窟，西峰十三窟，山北3窟。共存石窟造像1500余尊，浮雕、藻井、画像1144幅。各窟的开凿年代不一，以唐代最多，达十五窟。